# Friedrich Pohlmann
Friedrich Pohlmann (* 5. März 1950 in Bielefeld) ist ein deutscher Soziologe.

## Leben
Pohlmann wurde 1950 als Sohn des Diplom-Ingenieurs Kurt Pohlmann und dessen Frau Margarete, geb. Sattler, in Bielefeld geboren und wuchs in Wilhelmshaven auf. Nach dem Abitur am neu- und altsprachlichen Humboldt-Gymnasium Wilhelmshaven studierte Pohlmann zunächst Musik an den Musikhochschulen Hannover und Freiburg, ab 1970 dann im Hauptfach Soziologie und Geschichte an der Albert-Ludwigs-Universität Freiburg, wo er 1975 das Magisterexamen ablegte. 1979 wurde er in Freiburg bei Heinrich Popitz mit der Dissertation Das soziologisch-philosophische Werk Georg Simmels und sein geistesgeschichtliches Umfeld zum Dr. phil. promoviert. 1990 habilitierte er sich ebenfalls in Freiburg zum Thema Ideologie und Terror im Nationalsozialismus. Anschließend arbeitete Pohlmann als Privatdozent am Freiburger Institut für Soziologie. Er ist geschäftsführender Vorstand der Erich und Erna Kronauer-Stiftung.

## Auszeichnungen
- 2003: Historikerpreis der Erich-und-Erna-Kronauer-Stiftung

## Schriften (Auswahl)
- Individualität, Geld und Rationalität. Georg Simmel zwischen Karl Marx und Max Weber (= Soziologische Gegenwartsfragen. N.F. Nr. 47). Enke, Stuttgart 1987, ISBN 3-432-96511-7.
- Die Strukturtheorie des Kapitalismus bei Karl Marx. Zur soziologischen Interpretation des Marxschen Spätwerks (= Wissenschaftsgeschichte. 9). Schäuble, Rheinfelden 1987, ISBN 3-87718-619-X.
- Politische Herrschaftssysteme der Neuzeit. Absolutismus – Verfassungsstaat – Nationalsozialismus (= WV-Studium. Band 146: Sozialwissenschaft). Westdeutscher Verlag, Opladen 1988, ISBN 3-531-22146-9.
- Ideologie und Terror im Nationalsozialismus (= Freiburger Arbeiten zur Soziologie der Diktatur. 1). Centaurus, Pfaffenweiler 1992, ISBN 3-89085-648-9.
- Marxismus – Leninismus – Kommunismus – Faschismus. Aufsätze zur Ideologie und Herrschaftsstruktur der totalitären Diktaturen (= Freiburger Arbeiten zur Soziologie der Diktatur. 4). Centaurus, Pfaffenweiler 1995, ISBN 3-89085-989-5.
- Die europäische Industriegesellschaft. Voraussetzungen und Grundstrukturen. Leske und Budrich (UTB), Opladen 1997, ISBN 3-8252-1969-0.
- Die soziale Geburt des Menschen. Einführung in die Sozialpsychologie und Anthropologie der frühen Kindheit. Beltz, Weinheim u. a. 2000, ISBN 3-407-22061-8.
- Deutschland im Zeitalter des Totalitarismus. Politische Identitäten in Deutschland zwischen 1918 und 1989. Olzog, München 2001, ISBN 3-7892-8056-9.
- Das Reich der großen Lüge. Essays zur Transformation Deutschlands. Manuscriptum, Lüdinghausen 2021, ISBN 978-3-948075-96-5.